# Palácio Farroupilha

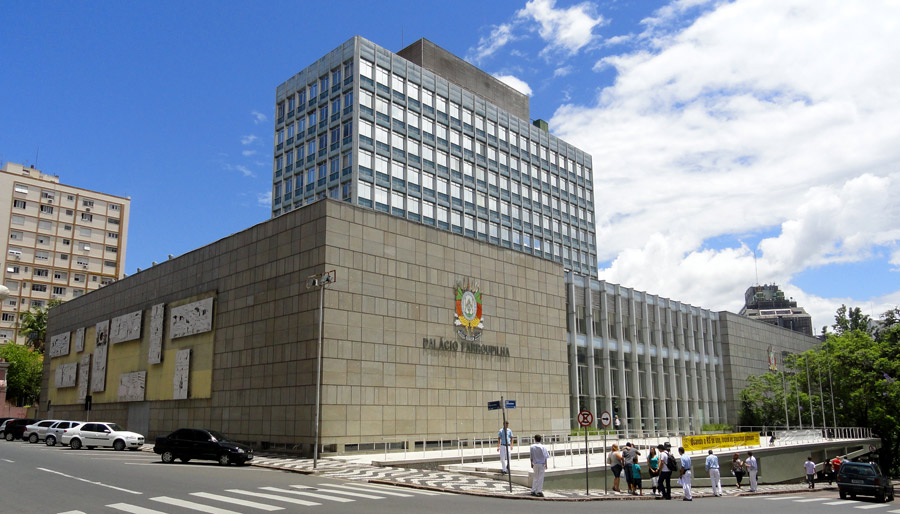
O Palácio Farroupilha

O Palácio Farroupilha, localizado na Praça Marechal Deodoro (ou Praça da Matriz), em Porto Alegre, é um prédio histórico tombado que atualmente abriga a Assembleia Legislativa do estado do Rio Grande do Sul.

## História
A construção do Palácio Farroupilha foi iniciada em maio de 1955, e foi viabilizada através de convênio firmado entre a Assembleia Legislativa e a Prefeitura Municipal de Porto Alegre. Ficou decidido que o palácio seria levantado no terreno onde então estava erguido o Auditório Araújo Viana, na Praça Marechal Deodoro (ou Praça da Matriz), de forma a manter a tradição da Praça dos Três Poderes. Em troca, o poder legislativo construiria, às suas expensas, o novo Auditório Araújo Viana, no Parque Farroupilha. No dia 20 de setembro de 1967, o legislativo passou para o local que hoje ocupa.
O prédio é um projeto do arquiteto paulista Gregório Zolko, vencedor de concurso nacional, que utilizou materiais nobres, como o mármore e a madeira, e modernos, como o vidro e o alumínio. Na fachada da rua Duque de Caxias foi instalada uma grande série de painéis metálicos retratando cenas de temática gaúcha, de autoria do conhecido artista Vasco Prado, que também foi o autor de uma outra escultura colocada nos jardins que fazem frente à Praça.
O palácio está incluído no sítio histórico da Praça da Matriz, fazendo parte de um grupo de edificações importantes, entre elas o Palácio Piratini (sede do poder executivo, o Palácio da Justiça, o Palácio do Ministério Público, o Theatro São Pedro, a Casa da Junta e a Catedral Metropolitana.